# Kapaunenberg
Der Kapaunenberg ist mit 102,1 m ü. NHN eine markante Erhebung am Westrand des Flämings in Sachsen-Anhalt.

## Lage und Umgebung
Als der kleinere Zwilling des Kapaunberges liegt er in dessen unmittelbarer Nachbarschaft, etwa 400 Meter in westlicher Richtung von seinem Höhenpunkt mit 105,4 m ü. NHN entfernt. Zwischen beiden Bergen verläuft von Schermen im Nordwesten nach Pietzpuhl im Südosten die Kreisstraße 1214.
Seine flache Bergkuppe liegt etwa zwei Kilometer südöstlich vom Ortskern der Ortschaft Schermen der Einheitsgemeinde Möser entfernt und vollständig auf der Gemarkung des Ortes. Überwiegend landwirtschaftlich genutzt, befinden sich zudem kleinere Forstflächen auf der Höhe.
Auf dem Höhenpunkt des Berges steht ein Informationspavillon, der an die ehemals an gleicher Stelle vorhandene Telegraphenstation 12 des Preußisch optischen Telegrafen erinnert.

## Geschichte
1832 wurde hier die Telegraphenstation 12 des Preußisch optischen Telegrafen auf dem Höhenpunkt des Berges errichtet und war bis 1849 in Betrieb.